# Jaworowa
Jaworowa (prononciation : [javɔˈrɔva]) est un village polonais de la gmina de Nadarzyn dans le powiat de Pruszków de la voïvodie de Mazovie dans le centre-est de la Pologne.
Il se situe à environ 3 kilomètres au sud-est de Raszyn (siège de la gmina), 11 kilomètres à l'est de Pruszków (siège du powiat) et à 9 kilomètres au sud de Varsovie (capitale de la Pologne).
Le village compte approximativement une population de 750 habitants en 2006.

## Histoire
De 1975 à 1998, le village appartenait administrativement à la voïvodie de Varsovie.